# 王鸾 (前凉)
王鸾（？—355年），张掖人，五胡十六国前凉人物。
王鸾通晓占卜之术，355年，凉王张祚派兵征讨河州。王鸾对张祚说：“此军出征，必不还，凉国将危。”历数张祚不道之举有三点。张祚听后大怒。说王鸾宣扬妖言，将他斩首示众。王鸾临刑说：“我死后，军队在外战败，君王在内死亡，必定如此！”张祚于是将王鸾族灭。